# Eugeni de Milà
Sant Eugeni de Milà fou bisbe de Milà i sant de l'església catòlica. Va defensar els llibres rituals deixats a la seu per Ambròs de Milà. La seva vida és narrada a la Historia Mwediolanensis escrita per Landulf. La seva memòria es commemora el 30 de desembre.